# المعهد الألماني للتوحيد القياسي

شعار المعهد الألماني للتوحيد القياسي.

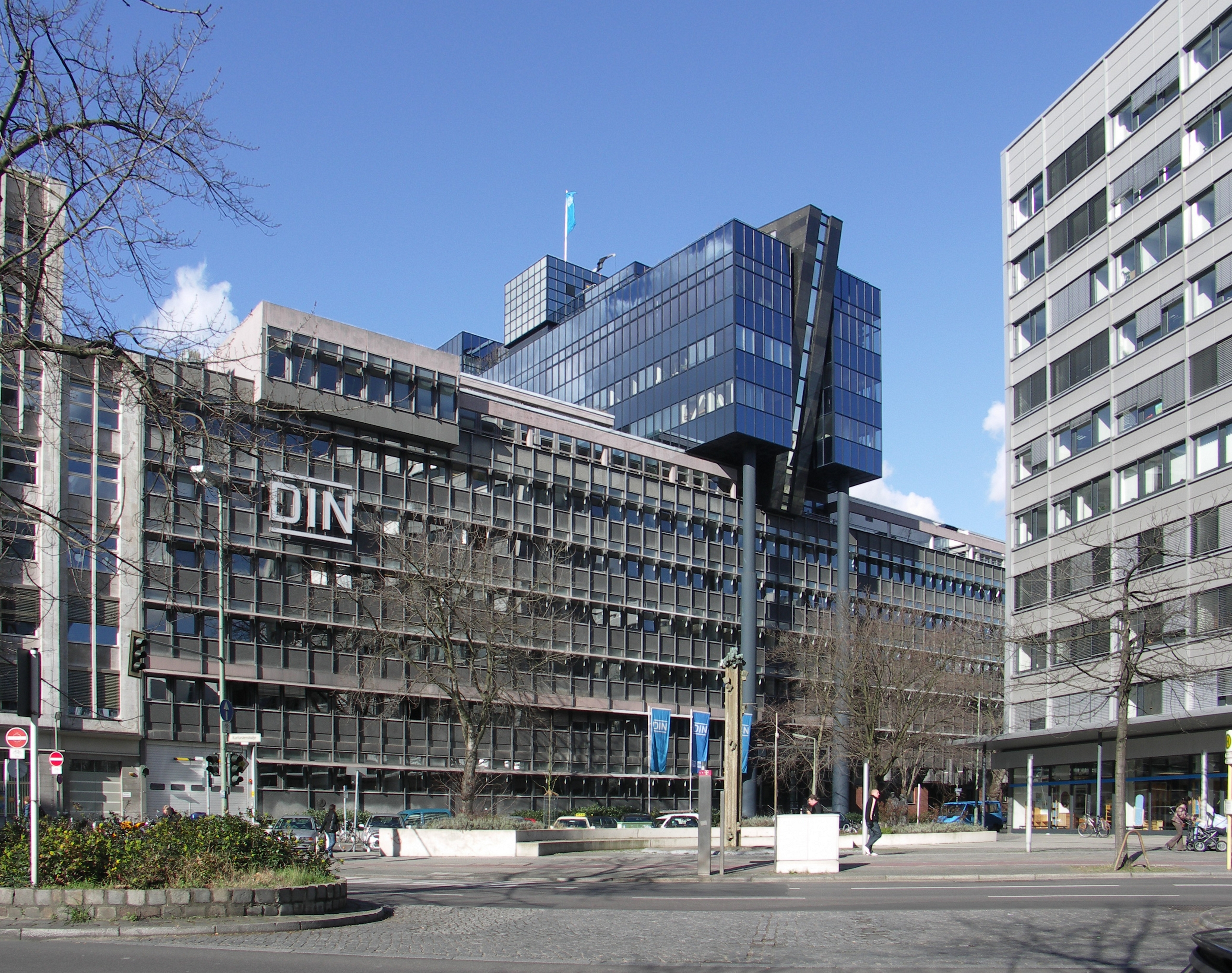
مكتب رئيس المعهد الألماني للتوحيد القياسي في برلين تيارقارتن.

المعهد الألماني للتوحيد القياسي (بالألمانية: Deutsches Institut für Normung) واختصارا (DIN) أي المعهد الألماني للتوحيد القياسي وهو المنظمة الوطنية الألمانية لتنظيم وتوحيد القياسات كما أنه العضو الألماني في المنظمة الدولية للتوحيد القياسي ISO.
إن موصلات وقضبان DIN هي أمثلة على المعايير القديمة للمعهد الألماني للتوحيد القياسي والمستخدمة حاليا بشكل واسع حول العالم.
و يوجد حاليا نحو ثلاثين ألف من المعايير الصادرة عن المعهد الألماني للتوحيد القياسي، والتي تغطي تقريبا كل مجالات التكنولوجيا.
و من أقدم هذه المعايير وأكثرها انتشارا يوجد المعيار DIN 476 وهو المعيار الذي يحدد سلسلة مقاسات الورق A-series والذي صدر في العام 1922، وقد اعتمد في العام 1975 من قبل المنظمة الدولية للتوحيد القياسي تحت اسم المعيار ISO 216
إن DIN جمعية مسجلة باسم (NADI (Normenausschuss der deutschen Industrie منذ عام 1917 أي لجنة الصناعة الألمانية للتوحيد القياسي، وفي العام 1926 تم تغيير الاسم NADI إلى Deutscher Normenausschuss واختصارا DNA أي اللجنة الألمانية للتوحيد القياسي، وفي العام 1975 تم تغيير الاسم إلى Deutsches Institut für Normung واختصارا (DIN) للدلالة على أن التوحيد القياسي يغطي الآن عدة حقول وليس فقط حقل الصناعة، ومنذ عام 1975 قد اعترفت بها الحكومة الألمانية بوصفها هيئة معايير وطنية وتمثل المصالح الألمانية على الصعيدين الدولي والأوروبي.
و قد انتشر خطأ أن (DIN) هو اختصار لـ Deutsche Industrienorm أي معايير الصناعة الألمانية، فإن هذا يرجع إلى الأصل التاريخي للاختصار (DIN) وهو NADI وكانت NADI قد نشرت بالفعل معاييرها كـ DI-Norm مثلا المعيار 'DI-Norm 1' وهو متعلق بالدبابيس المغزلية (taper pins)، ولا زال كثير من الناس يعتبرون خطأ أن (DIN) هو المختصر للاسم القديم للمعايير DI-Norm.

## تحديد معايير DIN
هذا التحديد يظهر منشأ المعيار حيث تشير # إلى عدد ما.
#DIN يستخدم للمواصفات الألمانية المحلية ذات الأهمية،#E DIN هي مسودة المعيار و# DIN V هو المعيار الأولي
#DIN EN يستخدم للنسخة الألمانية من المواصفات الأوروبية وكذلك # DIN EN ISO
#DIN ISO يستخدم للنسخة الألمانية من المواصفات الدولية

## أمثلة على معايير المعهد الألماني للتوحيد القياسي
DIN 14675: معيار أنظمة الإنذار ضد الحرائق
DIN 1313: معيار الكميات الفيزيائية
DIN 13050: معيار الإنقاذ في حالات الإسعاف والطوارئ